# Габровница (приток на Тунджа)
Вижте пояснителната страница за други значения на Габровница.
Габровница (или Акдере) е река в Южна България, област Стара Загора, Павел баня, ляв приток на Тунджа (влива се в язовир „Копринка“). Дължината ѝ е 20 km.
Река Габровница извира на 2200 m н.в. в Калоферска планина на Стара планина, на 1,2 km източно от връх Триглав (2275 m). В най-горното си течение има източна посока, като постепенно завива на югоизток и юг и протича в много дълбока и тясна долина с голям надлъжен наклон. При село Скобелево напуска планината като образува голям наносен конус и навлиза в Казанлъшкото поле. Влива се отляво в река Тунджа (в западната част на язовир „Копринка“) на 390 m н.в., на 1,5 km южно от село Долно Сахране.
Основни притоци: Балаклъдере (ляв), Карамандра дере и Курудере (леви).
Максималният отток е през периода от март до юни в резултата от снеготопенето в Стара планина, а минимумът – от юли до октомври.
По течението на реката в Община Павел баня са разположени 4 села: Скобелево, Асен, Горно Сахране и Долно Сахране.
В Казанлъшкото поле водите ѝ се използват за напояване.
Долината на реката е известна със своята девствена природа, като част от горния ѝ водосборен басейн попада в резервата Пеещи скали.

## Топографска карта
- Лист от карта K-35-39. Мащаб: 1 : 100 000.
- Лист от карта K-35-51. Мащаб: 1 : 100 000.